# Aeroport Internacional de Baltimore/Washington Thurgood Marshall
L'Aeroport Internacional de Baltimore/Washington Thurgood Marshall (codi IATA: BWI, codi OACI: KBWI) (en anglès: Thurgood Marshall International Airport) és un aeroport que serveix a l'àrea metropolitana de Baltimore-Washington. L'aeroport està localitzat al nord del comtat d'Anne Arundel a uns 16 km al sud de Baltimore i a 48 km al nord-est de Washington DC. Va ser batejat amb el nom de Thurgood Marshall, el primer jutge afroamericà que va entrar a la Cort Suprema dels Estats Units. L'Aeroport Internacional Thurgood Marshall és també un centre de connexions secundari per a AirTrain Airways i un focus per a Southwest Airlines i Cape Air.

## Aerolínies i destinacions
| Companyia                                               | Destinacions | Terminal |
| ------------------------------------------------------- | --- | -------- |
| Air Canada Jazz                                         | Toronto-Pearson | E        |
| AirTran Airways                                         | Atlanta, Boston, Cancún, Charlotte, Dayton, Fort Lauderdale, Fort Myers, Grand Rapids, Huntsville, Jacksonville, Los Angeles, Miami, Milwaukee, Montego Bay, Nassau, Nova Orleans, Orlando, Portland (ME), Rochester (NY), San Juan, Sarasota, Tampa, West Palm Beach de temporada: Bermuda, Dallas/Fort Worth, San Antonio, San Francisco, Seattle/Tacoma | D        |
| American Airlines                                       | Dallas/Fort Worth, Miami | C        |
| American Eagle                                          | Chicago-O'Hare, Nova York-JFK | C        |
| British Airways                                         | Londres-Heathrow | E        |
| Cape Air                                                | Hagerstown, Lancaster | D        |
| Continental Airlines                                    | Houston-Intercontinental | D        |
| Continental Connection operat per Colgan Air            | Cleveland, Newark | D        |
| Continental Express operat per ExpressJet Airlines      | Newark | D        |
| Delta Air Lines                                         | Atlanta, Detroit, Memphis, Minneapolis/St. Paul, Salt Lake City | C        |
| Delta Connection operat per Atlantic Southeast Airlines | Cincinnati/Northern Kentucky, Memphis | C        |
| Delta Connection operat per Chautauqua Airlines         | Cincinnati/Northern Kentucky, Nova York-JFK | C        |
| Delta Connection operat per Comair                      | Cincinnati/Northern Kentucky, Memphis | C        |
| Delta Connection operat per Compass Airlines            | Minneapolis/St. Paul | C        |
| Delta Connection operat per Mesaba Airlines             | Memphis | C        |
| JetBlue Airways                                         | Boston | C        |
| Southwest Airlines                                      | Albany (NY), Albuquerque, Austin, Birmingham (AL), Boston, Buffalo, Charleston (SC), Chicago-Midway, Cleveland, Columbus (OH), Denver, Detroit, Fort Lauderdale, Fort Myers, Greenville/Spartanburg, Hartford, Houston-Hobby, Indianapolis, Jackson, Jacksonville, Kansas, Las Vegas, Little Rock, Long Island/Islip, Los Angeles, Louisville, Manchester (NH), Milwaukee, Nashville, Nova Orleans, Nova York–LaGuardia, Newark, Norfolk, Oklahoma City, Orlando, Panama City (FL), Phoenix, Pittsburgh, Providence, Raleigh/Durham, St. Louis, Salt Lake City, San Antonio, San Diego, Tampa, West Palm Beach de temporada: Seattle/Tacoma | A, B     |
| United Airlines                                         | Chicago-O'Hare, Denver, Los Angeles, San Francisco | D        |
| United Express operat per ExpressJet Airlines           | Chicago-O'Hare | D        |
| US Airways                                              | Charlotte, Philadelphia, Phoenix | D        |
| US Airways Express operat per Air Wisconsin             | Philadelphia | D        |
| US Airways Express operat per Chautauqua Airlines       | Philadelphia | D        |
| US Airways Express operat per Piedmont Airlines         | Nova York-LaGuardia, Philadelphia | D        |
| US Airways Express operat per PSA Airlines              | Philadelphia | D        |
| US Airways Express operat per Republic Airlines         | Charlotte, Philadelphia | D        |
| USA3000 Airlines                                        | Cancún de temporada: Punta Cana | E        |